# Selección femenina de fútbol de Samoa
La selección femenina de fútbol de Samoa es el equipo representativo de dicho país. Su organización está a cargo de la Federación de Fútbol de Samoa, miembro de la OFC y la FIFA.
Participó en cuatro ediciones de la Copa de Naciones Femenina de la OFC logrando el cuarto lugar en 2003 y 2022, mientras que en los Juegos del Pacífico perdió el partido por la medalla de oro en 2019.

## Últimos y próximos encuentros
Actualizado al último partido jugado el 16 de febrero de 2024
| Fecha      | Ciudad  | Local              | Resultado | Visitante       | Competición                      |
| ---------- | ------- | ------------------ | --------- | --------------- | -------------------------------- |
| 18-11-2023 | Honiara | Tahití             | 2:3       | Samoa           | Juegos del Pacífico 2023         |
| 24-11-2023 | Honiara | Samoa              | 4:1       | Tonga           | Juegos del Pacífico 2023         |
| 27-11-2023 | Honiara | Papúa Nueva Guinea | 5:1       | Samoa           | Juegos del Pacífico 2023         |
| 01-12-2023 | Honiara | Samoa              | 1:3       | Nueva Caledonia | Juegos del Pacífico 2023         |
| 07-02-2024 | Apia    | Samoa              | 1:0       | Vanuatu         | Torneo Preolímpico Femenino 2024 |
| 10-02-2024 | Apia    | Samoa              | 0:6       | Nueva Zelanda   | Torneo Preolímpico Femenino 2024 |
| 13-02-2024 | Apia    | Tonga              | 0:2       | Samoa           | Torneo Preolímpico Femenino 2024 |
| 16-02-2024 | Apia    | Islas Salomón      | 2:0       | Samoa           | Torneo Preolímpico Femenino 2024 |

## Estadísticas

### Copa Mundial Femenina de Fútbol
| Copa Mundial Femenina de Fútbol | Copa Mundial Femenina de Fútbol | Copa Mundial Femenina de Fútbol | Copa Mundial Femenina de Fútbol | Copa Mundial Femenina de Fútbol | Copa Mundial Femenina de Fútbol | Copa Mundial Femenina de Fútbol | Copa Mundial Femenina de Fútbol | Copa Mundial Femenina de Fútbol | Copa Mundial Femenina de Fútbol |
| Año                             | Ronda                           | Pos.                            | J                               | G                               | E                               | P                               | GF                              | GC                              | DG                              |
| ------------------------------- | ------------------------------- | ------------------------------- | ------------------------------- | ------------------------------- | ------------------------------- | ------------------------------- | ------------------------------- | ------------------------------- | ------------------------------- |
| 1991                            | No existía la selección         | No existía la selección         | No existía la selección         | No existía la selección         | No existía la selección         | No existía la selección         | No existía la selección         | No existía la selección         | No existía la selección         |
| 1995                            | No existía la selección         | No existía la selección         | No existía la selección         | No existía la selección         | No existía la selección         | No existía la selección         | No existía la selección         | No existía la selección         | No existía la selección         |
| 1999                            | No clasificó                    | No clasificó                    | No clasificó                    | No clasificó                    | No clasificó                    | No clasificó                    | No clasificó                    | No clasificó                    | No clasificó                    |
| 2003                            | No clasificó                    | No clasificó                    | No clasificó                    | No clasificó                    | No clasificó                    | No clasificó                    | No clasificó                    | No clasificó                    | No clasificó                    |
| 2007                            | No participó                    | No participó                    | No participó                    | No participó                    | No participó                    | No participó                    | No participó                    | No participó                    | No participó                    |
| 2011                            | No participó                    | No participó                    | No participó                    | No participó                    | No participó                    | No participó                    | No participó                    | No participó                    | No participó                    |
| 2015                            | No participó                    | No participó                    | No participó                    | No participó                    | No participó                    | No participó                    | No participó                    | No participó                    | No participó                    |
| 2019                            | No clasificó                    | No clasificó                    | No clasificó                    | No clasificó                    | No clasificó                    | No clasificó                    | No clasificó                    | No clasificó                    | No clasificó                    |
| 2023                            | No clasificó                    | No clasificó                    | No clasificó                    | No clasificó                    | No clasificó                    | No clasificó                    | No clasificó                    | No clasificó                    | No clasificó                    |
| 2027                            | Por disputarse                  | Por disputarse                  | Por disputarse                  | Por disputarse                  | Por disputarse                  | Por disputarse                  | Por disputarse                  | Por disputarse                  | Por disputarse                  |
| Total                           | 0/9                             | -                               | -                               | -                               | -                               | -                               | -                               | -                               | -                               |

### Copa de Naciones de la OFC
| Copa de Naciones de la OFC | Copa de Naciones de la OFC | Copa de Naciones de la OFC | Copa de Naciones de la OFC | Copa de Naciones de la OFC | Copa de Naciones de la OFC | Copa de Naciones de la OFC | Copa de Naciones de la OFC | Copa de Naciones de la OFC | Copa de Naciones de la OFC |
| Año                        | Ronda                      | Pos.                       | J                          | G                          | E                          | P                          | GF                         | GC                         | DG                         |
| -------------------------- | -------------------------- | -------------------------- | -------------------------- | -------------------------- | -------------------------- | -------------------------- | -------------------------- | -------------------------- | -------------------------- |
| 1983                       | No existía la selección    | No existía la selección    | No existía la selección    | No existía la selección    | No existía la selección    | No existía la selección    | No existía la selección    | No existía la selección    | No existía la selección    |
| 1986                       | No existía la selección    | No existía la selección    | No existía la selección    | No existía la selección    | No existía la selección    | No existía la selección    | No existía la selección    | No existía la selección    | No existía la selección    |
| 1989                       | No existía la selección    | No existía la selección    | No existía la selección    | No existía la selección    | No existía la selección    | No existía la selección    | No existía la selección    | No existía la selección    | No existía la selección    |
| 1991                       | No existía la selección    | No existía la selección    | No existía la selección    | No existía la selección    | No existía la selección    | No existía la selección    | No existía la selección    | No existía la selección    | No existía la selección    |
| 1994                       | No existía la selección    | No existía la selección    | No existía la selección    | No existía la selección    | No existía la selección    | No existía la selección    | No existía la selección    | No existía la selección    | No existía la selección    |
| 1998                       | Fase de grupos             | 5.°                        | 2                          | 0                          | 0                          | 2                          | 0                          | 26                         | -26                        |
| 2003                       | Cuarto lugar               | 4.°                        | 4                          | 1                          | 0                          | 3                          | 3                          | 39                         | -36                        |
| 2007                       | No participó               | No participó               | No participó               | No participó               | No participó               | No participó               | No participó               | No participó               | No participó               |
| 2010                       | No participó               | No participó               | No participó               | No participó               | No participó               | No participó               | No participó               | No participó               | No participó               |
| 2014                       | No participó               | No participó               | No participó               | No participó               | No participó               | No participó               | No participó               | No participó               | No participó               |
| 2018                       | Fase de grupos             | 7.°                        | 3                          | 0                          | 1                          | 2                          | 5                          | 12                         | -7                         |
| 2022                       | Cuarto lugar               | 4.°                        | 5                          | 3                          | 1                          | 1                          | 8                          | 6                          | +2                         |
| Total                      | 4/12                       | 11.°                       | 14                         | 4                          | 2                          | 8                          | 16                         | 83                         | -67                        |

### Juegos Olímpicos
| Juegos Olímpicos | Juegos Olímpicos        | Juegos Olímpicos        | Juegos Olímpicos        | Juegos Olímpicos        | Juegos Olímpicos        | Juegos Olímpicos        | Juegos Olímpicos        | Juegos Olímpicos        | Juegos Olímpicos        |
| Año              | Ronda                   | Pos.                    | J                       | G                       | E                       | P                       | GF                      | GC                      | DG                      |
| ---------------- | ----------------------- | ----------------------- | ----------------------- | ----------------------- | ----------------------- | ----------------------- | ----------------------- | ----------------------- | ----------------------- |
| 1996             | No existía la selección | No existía la selección | No existía la selección | No existía la selección | No existía la selección | No existía la selección | No existía la selección | No existía la selección | No existía la selección |
| 2000             | No clasificó            | No clasificó            | No clasificó            | No clasificó            | No clasificó            | No clasificó            | No clasificó            | No clasificó            | No clasificó            |
| 2004             | No clasificó            | No clasificó            | No clasificó            | No clasificó            | No clasificó            | No clasificó            | No clasificó            | No clasificó            | No clasificó            |
| 2008             | No participó            | No participó            | No participó            | No participó            | No participó            | No participó            | No participó            | No participó            | No participó            |
| 2012             | No participó            | No participó            | No participó            | No participó            | No participó            | No participó            | No participó            | No participó            | No participó            |
| 2016             | No participó            | No participó            | No participó            | No participó            | No participó            | No participó            | No participó            | No participó            | No participó            |
| 2020             | No clasificó            | No clasificó            | No clasificó            | No clasificó            | No clasificó            | No clasificó            | No clasificó            | No clasificó            | No clasificó            |
| 2024             | No clasificó            | No clasificó            | No clasificó            | No clasificó            | No clasificó            | No clasificó            | No clasificó            | No clasificó            | No clasificó            |
| 2028             | Por disputarse          | Por disputarse          | Por disputarse          | Por disputarse          | Por disputarse          | Por disputarse          | Por disputarse          | Por disputarse          | Por disputarse          |
| Total            | 0/9                     | -                       | -                       | -                       | -                       | -                       | -                       | -                       | -                       |

### Juegos del Pacífico
| Juegos del Pacífico | Juegos del Pacífico | Juegos del Pacífico | Juegos del Pacífico | Juegos del Pacífico | Juegos del Pacífico | Juegos del Pacífico | Juegos del Pacífico | Juegos del Pacífico | Juegos del Pacífico |
| Año                 | Ronda               | Pos.                | J                   | G                   | E                   | P                   | GF                  | GC                  | DG                  |
| ------------------- | ------------------- | ------------------- | ------------------- | ------------------- | ------------------- | ------------------- | ------------------- | ------------------- | ------------------- |
| 2003                | No participó        | No participó        | No participó        | No participó        | No participó        | No participó        | No participó        | No participó        | No participó        |
| 2007                | Fase de grupos      | 5.°                 | 3                   | 1                   | 1                   | 1                   | 2                   | 4                   | -2                  |
| 2011                | No participó        | No participó        | No participó        | No participó        | No participó        | No participó        | No participó        | No participó        | No participó        |
| 2015                | Cuarto lugar        | 4.°                 | 5                   | 2                   | 1                   | 2                   | 5                   | 8                   | -3                  |
| 2019                | Subcampeón          | 2.°                 | 5                   | 3                   | 1                   | 1                   | 10                  | 5                   | +5                  |
| 2023                | Cuarto lugar        | 4.°                 | 4                   | 2                   | 0                   | 2                   | 9                   | 11                  | -2                  |
| Total               | 4/6                 | 7.°                 | 17                  | 8                   | 3                   | 6                   | 26                  | 28                  | -2                  |

## Palmarés
- Copa de Naciones de la OFC:
  -  Cuarto lugar (2): 2003 y 2022

- Juegos del Pacífico:
  -  Subcampeón (1): 2019
  -  Cuarto lugar (2): 2015 y 2023